# 賀来千香子
賀来 千香子（かく ちかこ、1961年〈昭和36年〉10月17日 - ）は、東京都出身の女優。

## 来歴
東京都出身。テアトル・ド・ポッシュ所属。甥は俳優の賀来賢人。女子美術大学付属高等学校・中学校、女子美術大学短期大学（現・女子美術大学短期大学部）造形科生活デザイン教室卒業。
高校3年生の時、原宿でスカウトを受ける。厳格な両親に芸能界入りを猛反対されたがそれを押し切り、短大在学中に雑誌『JJ』モデルとしてデビュー。父親は三菱銀行（現・三菱UFJ銀行）支店長だったが、ライバル銀行である住友銀行（現・三井住友銀行）や、丸善石油（現・コスモ石油）のポスターに起用され、身長165cmで特に股下83cmの長い脚を生かしたパンツスタイルで知られた。
1982年、テレビドラマ『白き牡丹に』（TBSテレビ）にて女優デビュー。『少女に何が起ったか』、『男女7人夏物語』など同局のヒットドラマに出演。1992年、ドラマ『ずっとあなたが好きだった』では、マザコン男の“冬彦さん”（佐野史郎）を夫に持つ女性役で主演しドラマは大ヒット、賀来の代表作になった。翌年には、その続編とも言えるドラマ『誰にも言えない』（TBSテレビ）でも主演を務め、こちらも高視聴率を獲得した。
2013年2月からは、芸能界入りのきっかけとなった女性ファッション雑誌『JJ』と同じ光文社が発売する婦人向け雑誌『HERS』の表紙キャラクターに起用されている。

### 所属事務所経歴
夏木プロダクション、ワン・ステップ・ミュージックを経て、現在はテアトル・ド・ポッシュに所属している。

## 人物
- 裏返り声に特徴があり、本人はコンプレックスに思い、一時期はボイストレーニングに通っていた。
- 美大卒の経歴を生かし、自身のジュエリーブランドを持っている。
- 中学校と高校ではバドミントン部に所属。杉並区で3位に入賞したことがある。
- 友人の一人に漫画家のさくらももこがおり[6]、その関係から実兄（甥である賀来賢人の父）が、さくらが運営するさくらプロダクションの社員として勤務している。
- 「賀来」姓は九州に多く、彼女のルーツが大分県宇佐市安心院町（旧・宇佐郡佐田村）である事から、2010年10月30日放送の旅番組『朝だ!生です旅サラダ』（朝日放送テレビ）で、賀来家由来の墓を自身が訪れる様子が放送された。

### 私生活・家族
1994年1月には俳優の宅麻伸と結婚。2010年11月には「第3回プラチナ夫婦アワード」に選出されるなどおしどり夫婦として知られたが、2012年2月10日に離婚。子はいない。結婚するまでは両親や兄夫婦らと同じ家で一緒に暮らしていた。
2019年6月27日放送のドキュメンタリー番組『ファミリーヒストリー』（NHK総合）では、五代前の先祖にあたる民間で初めて鉄製大砲を製作した賀来惟熊の業績が詳細に説明された。

## 出演

### テレビドラマ
- 白き牡丹に（1982年10月4日 - 1983年4月1日、TBSテレビ、ポーラテレビ小説） - 主演・辻なほ役
- オサラバ坂に陽が昇る（1983年4月22日 - 8月12日、TBSテレビ）
- ザ・サスペンス（TBSテレビ）
  - 悪霊の午後（1983年12月3日）
  - 秘められた心中（1984年3月17日）
- 東芝日曜劇場（TBSテレビ）
  - 妻の星座（1984年4月1日）
  - 頼りませんよ（1985年6月2日）
  - 東京の秋（前編） 家族ふたつ（1985年11月10日、「第1505話」） - 有坂彰良の妻 役
    - 東京の秋（後編） 愛、けれど－（1985年11月17日、「第1506話」）

  - 初恋の人さがします（1988年7月10日、「第1644話」） - 主演・かほる役
  - 日向娘といもがら男（1990年7月15日、「第1744話」） - 主演
  - まかせてダーリン（1998年1月11日 - 3月29日、、【W主演：陣内孝則】） - 主演・浅井美菜子 役
- くれない族の反乱（1984年4月6日 - 6月1日、TBSテレビ） - 三宅薫 役
- 人妻捜査官（1984年5月25日 - 9月14日、朝日放送テレビ）
- いいとも青年隊のキャンパスクロッキー（1984年6月11日、フジテレビ、月曜ドラマランド）
- なんで結婚　だって結婚（1984年7月2日、TBSテレビ）
- 少女に何が起ったか（1985年1月8日 - 3月26日、TBSテレビ、大映テレビ製作） - 東美津子 役
- スタア誕生（1985年4月10日 - 11月6日、フジテレビ、大映テレビ製作） - 辻香織 役
- 必殺仕事人V 第18話「花屋の政、ワル仕事人と闘う」（1985年5月31日、朝日放送テレビ・松竹） - お涼 役
- 幸せさがし（1985年9月30日 - 12月27日、TBSテレビ）
- 水曜日の恋人たち2　不倫の傾向と対策（1985年11月13日、TBSテレビ、水曜ドラマスペシャル）
- 樋口一葉　われは女成りけるものを…（1985年11月23日、NHK総合、ドラマ人間模様）
- ヤヌスの鏡（1985年12月4日 - 1986年4月16日、フジテレビ、大映テレビ製作） - 栗田圭子 役
- あなただったら?（1986年3月3日 - 4月18日、TBSテレビ、花王 愛の劇場）
- 睡魔（1986年3月31日、関西テレビ）
- 天使のアッパーカット（1986年6月24日 - 10月14日、TBSテレビ、大映テレビ製作） - 遠山直子 役
- 男女7人夏物語（1986年7月25日 - 9月26日、TBSテレビ） - 沢田香里 役
- 火曜サスペンス劇場（日本テレビ）
  - 唐津火模様殺人事件（1987年1月27日、福岡放送） - 主演
  - 禁じられた結婚（1987年6月2日、花嫁シリーズ） - 主演
  - 産婦人科病院から消えた女（1987年8月25日、ヴァンフィル） - 主演
  - 私の青春売ります（1988年8月2日、キネマ旬報社） - 主演・三代子 役
  - 香子の夢 コンパニオン殺人事件（1989年12月5日、国際放映） - 主演・小田香子 役
  - 消えた殺人者（1999年9月7日） - 主演・清瀬令子 役
  - 京都金沢殺人事件シリーズ（2002年 - 2005年） - 五代凛子 役
- 土曜ワイド劇場（テレビ朝日）
  - 富士山麓殺人事件（1987年4月25日）
  - 出雲3号0713の殺意（1989年5月6日） - 主演
  - 西村京太郎トラベルミステリー50　山陽〜東海道連続殺人ルート（2008年9月27日）
  - ヤメ検の女[1] - 主演・葵あかね 役
    - ヤメ検の女（2009年11月14日）
    - ヤメ検の女2（2011年2月19日）
    - ヤメ検の女3（2012年7月21日）
    - ヤメ検の女4（2013年12月21日）
    - ヤメ検の女5（2014年12月20日）
    - ヤメ検の女6（2015年11月7日）[11]

  - 天使が消えていく（2010年10月30日） - 主演・砂見亜紀子 役
  - 京都美食タクシー殺人レシピ（2015年6月13日） - 北山さとみ 役
- キスより簡単（1987年5月7日 - 7月30日、フジテレビ） - 泉とおこ 役
- 男が泣かない夜はない（1987年5月18日 - 7月27日、フジテレビ）
- 心はロンリー気持ちは「…」VI（1987年10月2日、フジテレビ）
- 制作2部青春ドラマ班（1987年10月4日 - 12月27日、テレビ朝日） - 真弓 役
- 典奴どすえ!（1987年11月2日 - 12日、TBSテレビ） - 主演
- 木曜ゴールデンドラマ（よみうりテレビ）
  - 娘の結婚（1987年11月19日）
  - 旅立ち家族（1988年12月22日） - 主演
  - おめでとう!!（1992年1月2日）
- 空に星があるように（1988年1月13日 - 3月23日、TBSテレビ）
- 女ごころ混浴天国（1988年2月11日、テレビ朝日）
- 海岸物語 昔みたいに…（1988年4月6日 - 6月22日、TBSテレビ） - 中川真弓 役
- おじさん改造講座（1988年6月13日 - 23日、TBSテレビ、ドラマ23） - 主演・高部竜子 役
- 孔雀警視と銀座の恋の物語（1988年8月6日、TBSテレビ） - 主演・笙子（愛称：孔雀）警視 役
  - 孔雀警視とSP大作戦（1989年7月29日）
- 結婚してシマッタ!「第8話」（1988年8月17日、TBSテレビ）
- 京都夏祭り殺人事件（1988年10月3日、関西テレビ・東宝、京都サスペンス） - 主演・美也子 役
- 晴海コンパニオン物語（1988年10月15日、フジテレビ） - 早川順子 役
- 京都五条おんな坂（1989年1月1日、関西テレビ）
- 代議士の妻たちII（1989年1月9日 - 3月20日、TBSテレビ） - 金森千佳子 役
- 暴れん坊将軍III　新年スペシャル（1989年2月4日、テレビ朝日）
- この子誰の子?おかしなカップル湯けむりツアー（1989年2月17日、TBSテレビ） - 主演
- ハロー!グッバイ （1989年4月14日 - 9月22日、日本テレビ） - 小宮真理子（刑事） 役
- 男と女のミステリー（フジテレビ）
  - 窓を開く女（1989年6月16日） - 主演・角谷春子 役
  - 幸福の死角（1990年12月14日） - 主演
- リバータウン物語　夕陽の少年探偵団（1989年9月24日、関西テレビ、花王名人劇場） - 主演
- 美空ひばり物語（1989年12月30日、TBSテレビ）
- 宮本武蔵（1990年1月2日、テレビ東京） - お通 役
- 大河ドラマ（NHK総合）
  - 翔ぶが如く（1990年1月7日 - 12月9日） - 大久保満寿（利通の妻） 役
  - 八代将軍吉宗（1995年1月8日 - 12月10日） - 徳川吉宗の側室・須磨 役
- びんた（1990年1月9日 - 3月27日、TBSテレビ） - 主演・赤木ひばり 役
- 体罰教室（1990年2月14日、日本テレビ、水曜グランドロマン） - 主演
- 月曜ドラマスペシャル（TBSテレビ）
  - 愛の痛み（1990年12月24日） - 主演
  - 頭取秘書 鳴海美佐子（1991年9月9日） - 主演・鳴海美佐子 役
  - 拝啓オグリキャップ様（1991年9月30日） - 主演
- 検事・若浦葉子（1991年4月13日 - 6月29日、日本テレビ、土曜グランド劇場） - 主演・若浦葉子 役
- 七人の女弁護士シリーズ[1]（1991年 - 1997年、テレビ朝日） - 主演・保坂夏子 役
  - 七人の女弁護士 第1シリーズ（1991年1月10日 - 3月28日）
  - 七人の女弁護士 第2シリーズ（1991年10月17日 - 12月19日）
  - 七人の女弁護士 第3シリーズ（1993年1月7日 - 3月18日）
  - 七人の女弁護士 スペシャル（1997年1月9日）
- ルージュの伝言（1991年7月31日、TBSテレビ）
- ご存知!旗本退屈男VI（1991年8月15日、テレビ朝日）
- 世にも奇妙な物語　1991年冬の特別編「23分間の奇跡」（1991年12月26日、フジテレビ） - 主演・鈴木マリ 役
- ずっとあなたが好きだった（1992年7月3日 - 9月25日、TBSテレビ） - 主演・西田（桂田）美和 役
- 危険なパーティー（1992年10月1日、日本テレビ）
- 家族の食卓'93「妻の入院」（1993年1月3日、フジテレビ）
- 一人ぽっちは怖い（1993年1月10日、TBSテレビ）
- 誰にも言えない（1993年7月9日 - 9月24日、TBSテレビ） - 主演・北沢（松永）加奈子 役
- 菊亭八百善の人びと 幻の高級江戸料理!美人女将の細腕繁盛記（1994年2月3日、テレビ朝日） - 主演・杉山汀子 役
- 君が見えない（1994年6月6日 - 7月25日、フジテレビ） - 主演・高林佐和子 役
- 君に伝えたい「再会」（1994年6月12日、毎日放送/TBS系） - 主演・望月礼子 役
- 世にも奇妙なミステリー1 駱駝市役所の人びと 夜の女子トイレ殺人事件（1995年2月10日、フジテレビ、金曜エンタテイメント）
- ひとりにしないで（1995年7月6日 - 9月21日、フジテレビ、木曜劇場） - 主演・小宮千春 役
- ゆずれない夜（1996年10月15日 - 12月17日、フジテレビ） - 主演・立石通子 役
- 小京都龍野殺人事件（1997年9月1日、TBSテレビ） -  主演・沢木麻沙子 役
- 女たちの聖戦（ジハード）（1997年10月26日 - 11月16日、NHK総合） - 康子 役
- 食卓から愛をこめて（1998年10月14日 - 12月23日まで、テレビ東京） - 主演・三崎遥香 役
- ニュースキャスター霞涼子（1999年1月14日 - 3月18日、テレビ朝日） - 主演・霞涼子 役
- オードリー（2000年10月2日 - 2001年3月31日、NHK総合、連続テレビ小説） - 佐々木愛子 役
- 夏樹静子サスペンス 駅に佇つ人（2002年7月21日、テレビ東京、女と愛とミステリー） - 佐伯圭子 役
- 末っ子長男姉三人（2003年10月12日 - 12月21日、TBSテレビ） - 米山節子（長女） 役
- 黒の回廊（2004年3月23日、日本テレビ、松本清張ドラマスペシャル） - 主演・土方悦子 役
- ねじれた絆（2004年4月21日、TBS） - 主演・宇野幸子 役
- 戦国自衛隊・関ヶ原の戦い（2006年1月31日・2月7日、中京テレビ） - おあき 役
- 作家・如月祥子の事件ルポ（2006年2月15日、テレビ東京） - 如月祥子 役
- 家政婦は見た!24（2006年3月4日、テレビ朝日） - 松川美津 役
- 松本清張スペシャル 共犯者（2006年5月16日、日本テレビ、DRAMA COMPLEX） - 主演・内堀江梨子 役

- 氷点（2006年11月25・26日、テレビ朝日） - 三井恵子 役
- 浅草ふくまる旅館（2007年1月8日 - 3月19日、TBSテレビ） - 榊乃梨子 役
- 素浪人 月影兵庫（2007年7月17日 - 9月11日、テレビ朝日） - お涼 役
- キャットストリート（2008年8月28日 - 10月2日、NHK総合） - 青山由美子 役
- 必殺仕事人2009「第2話　厚顔無恥」（2009年1月16日、朝日放送テレビ/テレビ朝日・松竹） - 佐藤みち 役
- 水曜ミステリー9（テレビ東京）
  - 松本清張生誕100年 特別企画 黒の奔流（2009年3月4日） - 丹羽ひとみ 役
  - 借王＜シャッキング＞〜華麗なる借金返済作戦〜（2014年12月17日） - 森下怜子 役
- 金曜プレステージ（フジテレビ）
  - 鬼平犯科帳スペシャル 雨引の文五郎（2009年7月17日） -　おしげ 役
  - 警察庁特別監察官 氷の女・氷室透子（2014年7月11日） - 江川香織 役
- 書道教授（2010年3月23日、日本テレビ、生誕100年記念 松本清張ドラマスペシャル） - 川上保子 役
- 月曜ゴールデン（TBSテレビ）
  - 女子刑務所東三号棟8（2010年6月21日） - 小田切真央 役
  - 女取調官 - 主演・水木庄子 役
    - 嬉野温泉・唐津・長崎殺人ルート（2011年1月24日）
    - 東京〜佐賀・玄界灘　同時殺人の謎（2012年2月20日）

  - 浅見光彦シリーズ34 壺霊（2014年11月17日） - 諸橋琴絵 役
- GOLD（2010年7月8日 - 9月16日、フジテレビ） - 相馬幸恵 役
- 熱中時代（2011年4月9日、日本テレビ、ドラマスペシャル） - 白川美智子 役
- アスコーマーチ〜明日香工業高校物語〜（2011年6月26日、テレビ朝日） - 吉野歩 役
- つるかめ助産院〜南の島から〜（2012年8月28日 - 10月16日、NHK総合） - 安西涼子 役
- 相棒 season11 第1話「聖域」（2012年10月10日、テレビ朝日） - 小日向詠美 役
- 最も遠い銀河（2013年2月2・3日、テレビ朝日、開局55周年記念ドラマスペシャル） - 本宮小夜 役
- ラスト・ディナー 第7夜「私が殺した女」（2013年4月、NHK BSプレミアム、プレミアムよるドラマ）
- SP〜警視庁警護課III（2013年4月27日、テレビ朝日、ドラマスペシャル） - 進藤歩実 役
- 激流〜私を憶えていますか?〜（2013年6月25日 - 8月13日、NHK総合、ドラマ10） - 毛利佳奈子 役
- ダンダリン 労働基準監督官（2013年10月2日 - 12月11日、日本テレビ） - 相葉博美 役
- 刑事110キロ 第2シリーズ 第1話（2014年4月17日、テレビ朝日） - 有本ちさ子 役
- SAKURA〜事件を聞く女〜 第1話（2014年10月20日、TBSテレビ） - 染谷詩織 役
- 最強のオヤコ（2016年1月10日、毎日放送/TBS系、新春ドラマ特別企画） - 木谷理沙 役
- 青の時代 名曲ドラマシリーズ 荒井由実「ひこうき雲」（2016年3月24日、NHK BSプレミアム） - 山田円子 役
- 警視庁・捜査一課長 season1 第1話（2016年4月14日、テレビ朝日） - 田代万智子 役[12]
- 地味にスゴイ! 校閲ガール・河野悦子 第3話（2016年10月19日、日本テレビ） - 四条真理恵 役
- 吾輩の部屋である（2017年9月19日 - 11月21日、日本テレビ） - 炊飯器 役（声の出演）
- 深層捜査 第1作（2017年3月11日、テレビ朝日） - 林田陽子 役
- THE GOOD WIFE / グッドワイフ（2019年1月13日 - 3月17日、TBSテレビ） - 神山佳恵 役[13]
- 赤い刻印〜ショカツ刑事・羽角啓子（2020年3月22日、TBS） - 主演・羽角啓子 役
- 友情〜平尾誠二と山中伸弥「最後の一年」〜（2023年11月11日、テレビ朝日） - 佐川 役[14]
- Believe-君にかける橋-（2024年4月25日 - 6月20日、テレビ朝日） - 榛名文江 役[15]
- TRUE COLORS（2025年1月5日 - 3月2日、NHK BS・BSプレミアム4K） - 辻村しのぶ 役[16][17]
- 天久鷹央の推理カルテ 第7話（2025年6月3日〈予定〉、テレビ朝日） - 御子神氷魚 役[18]

### 情報番組
- あしたも晴れ!人生レシピ（2017年4月7日 - 、NHK Eテレ）

### バラエティ
- クイズ!!データマッチ（テレビ朝日） - レギュラー
- ビデオあなたが主役（テレビ朝日） - 不定期出演
- 木曜スペシャル　「決定版！！これが宜保愛子の霊能力だ！」（1991年7月4日、日本テレビ） - ゲスト
- 第45回NHK紅白歌合戦（1994年12月31日、NHK総合・ラジオ第1） - 審査員
- 芸能人格付けチェック(2016年1月1日、2020年3月31日)
- 徹子の部屋（2023年11月7日、テレビ朝日）- ゲスト

### ラジオ
- 愛の街から（1983年7月10日・8月21日、FM東京・JFN） - 水木早苗 役
- 賀来千香子・もっと素敵に（1992年、文化放送）
- FMシアター （NHK-FM）
  - 「イグアナくんのおじゃまな毎日」（2003年1月4日）[19]
  - 「GIRLS（ガールズ）」（2013年1月26日） - 諸星マチコ 役[20]
- 荒川強啓 デイ・キャッチ!（2009年4月13日 - 17日、TBSラジオ） - ウィークリーゲスト
- GIFT FOR HEART（2013年8月4日、J-WAVE）
- 有馬隼人とらじおと山瀬まみと（2019年6月28日、TBSラジオ）
- ピートのふしぎなガレージ（2020年2月29日、TOKYO FM）
- ハートフルラジオ 虫の知らせ（2020年10月17日、FMヨコハマ）
  - ハートフルラジオ 虫の知らせ（2022年9月10日）

### アニメ
- まんがはじめて面白塾（1989年 TBS ※「銀座」がテーマの回で女性キャラ数人の声を担当。）

### 映画
- 刑事物語5・やまびこの詩（1987年 東宝） - 真咲直子 役
- ぼくらの七日間戦争（1988年 東宝） - 西脇先生 役
- 妖女の時代（1988年 東宝） - 仲田君子 役
- 226（1989年 松竹） - 香田富美子 役
- ふざけろ!（1991年、松竹） - よう子 役
- 打鐘（1993年、ヒーロー） - 主演：佐々木順子 役
- 伊能忠敬 子午線の夢（2001年、東映） - お栄 役
- かかしの旅（2005年、フィルム・クレッセント）
- 僕らのワンダフルデイズ（2009年、角川映画） - 日向真帆 役（友情出演）
- 二流小説家 シリアリスト（2013年、東映） - 小林郁子 役
- ドラゴンクエスト ユア・ストーリー（2019年、東宝） - マーサ 役（声の出演）[21]
- 一粒の麦　荻野吟子の生涯（2019年10月26日公開） - 松本荻江 役

### 舞台
- 暴れん坊将軍-二人吉宗- 唄う枕草紙（2012年1月）
- 黒蜥蜴（1984年、新橋演舞場⇒1986年、中日劇場、青山劇場）
- マンハッタンの女たち（1992年、NEW PIER HALL）
- 黄昏（2006年、ル・テアトル銀座）
- 細雪（2008年、帝国劇場⇒2009年、御園座⇒全国巡業、明治座⇒2010年、帝国劇場⇒2011年） - 二女・幸子 役
- 人情噺『紺屋高尾〜こうやたかお〜』（2011年、劇団扉座 厚木シアタープロジェクトネクストステップ第2回公演） - 客演
- 真田十勇士（2013年、赤坂ACTシアター他） - 淀の方 役
- しあわせの雨傘（2016年、博品館劇場） - シュザンヌ 役

### ドキュメンタリー
- 小京都・香り紀行（2012年9月9日 - 、BS-TBS） - ナレーション
- ヨーロッパ水風景 スペイン バルセロナ〜バレンシアの旅（2013年、テレビ東京・BSジャパン） - ナビゲーター

### CM
- 丸善石油（1981年）
- ハクビ京都きもの学院（1982年）
- 日本航空 北海道キャンペーン（1982年）
- 象印マホービン 炊飯ジャー「おいしく炊ける」「極め炊き」、マイコン沸とう電動ポット「湯めいっぱい」（1986年 - 1999年）
- サントリー
  - 「レゼルブ」※ 三上博史と共演（1987年頃？）
  - 「セサミンEX」（2014年 - ）
- 富士写真フイルム 8mmビデオ「FUJIX-8」（1989年）
- 三菱自動車工業
  - 「ミニカ」（1986年）
  - 「ランサー」（1990年）
- 花王
  - 「ソフィーナ」※ 安田成美・和久井映見・高木美保らと共演バージョンあり（1989年 - 1991年）
  - 「ブローネ」（2003年）
- クレシア「スコッティカシミヤ」（1991年）
- サッポロビール「吟仕込」※ 谷啓・小林稔侍と共演（1991年）[22]
- 日本中央競馬会
  - ’92 ジャパンカップ（1992年）
  - ’93 JRAキャンペーン（1993年）
- 森永製菓「ガトーショコラ」（1994年）
- JR西日本
  - 「三都物語」（1994年）
  - 「JR東西線」（1997年）ほか
- 日清製油「日清サラダ油」「日清サラダ油ライト」「日清キャノーラ油」（1994年 - 1999年）
- 税務署「確定申告」（1995年）
- 日産自動車「セフィーロ」（1995年）
- 久光製薬「サロンパスA」「サロンパス30」（1995年 - ）
- 資生堂「ELIXIR」（1996年 - 1998年）
- ウテナ「ラムカ」（2000年 - 2001年）
- オンワード樫山「自由区」（2000年 - 2001年）
- トヨタ自動車「ノア」（2001年 - 2002年）
- フォンテーヌ（2014年 - ）
- 伊勢半「キスミーフェルム」（2017年 - ）